# Rückenschild (Heraldik)
Als Rückenschild wird in der Heraldik ein Wappenschild bezeichnet, wenn auf diesem noch kleinere Wappenschilde aufgelegt sind. Es ist der größte Schild. Aufgelegt können sein: der Mittelschild und/oder Nabelschild und/oder Herzschild. Auf diesen werden bei der Wappenvereinigung die wichtigsten Wappen gezeigt. Insbesondere das Stammwappen, wie (Beispiel) die Hauptgebiete eines Staates. Die Formen der kleineren Schilde werden dem Rückenschild angepasst.
Bekanntes Beispiel des Rückenschilds: Die Habsburgermonarchie (hier das Doppelwappen Österreich-Ungarn, Fassung 1915):
|  | Rechts auf dem goldenen Hauptschild der kaiserliche Doppeladler, diesem der Brustschild, der eigentliche Wappenschild, mit den Österreichischen Ländern (mit Mittenschild der Kronländer des Erzherzogtums, und Herzschild in den Farben Österreichs, dem Bindenschild) aufgelegt, darauf ruht die Rudolfskrone (linkes Wappen Ungarn, mittig Familie Habsburg). Der Adler in Gold wird speziell der deutsche Schild genannt, der ehemalige Wappenschild des römisch-deutschen Kaisers und des Reichs. Der Schild selbst konnte schon früh entfallen, insbesondere auf Fahnen und beim Quaternionenadler sowie im kleinen und mittleren Wappen, und der Kaiseradler gewann dann schwebend den Charakter eines Schildhalters, wenn er auch nie „hielt“, sondern ihm der eigentliche Wappenschild immer als Brustschild aufgelegt war (der österreichische Schildhalter war von alters her der Greif, von denen einer hier im Doppelwappen vertreten ist). Der vierfache Schild war für die österreichische Monarchie charakteristisch. Den eigentümlichen schwebenden Adler führt die Republik Österreich bis heute. |
|  | Im kleinen Wappen entfielen 1916 Wappen- und Mittenschild, nicht der Hauptschild. Der Herzschild wird Brustschild. |
|  | Infanteriestandarte (frühes 19. Jh.), mit dem entfallenen Hauptschild, stattdessen schwebend in Gold (ebenso freischwebend die Krone, die nirgendwo mehr aufliegen kann, weil der Doppeladler sowieso schon doppelt bekrönt ist). |